# Kostiantynivka (oblast de Mykolaïv)
Pour les articles homonymes, voir Kostiantynivka.
Kostiantynivka (ukrainien : Костянтинівка, russe : Константиновка) est une commune urbaine de l'oblast de Mykolaïv, en Ukraine. Elle compte 2 142 habitants en 2021.